# Капу-Коастей
Капу-Коастей (рум. Capu Coastei) — село у повіті Димбовіца в Румунії. Входить до складу комуни Малу-ку-Флорі.
Село розташоване на відстані 104 км на північний захід від Бухареста, 30 км на північний захід від Тирговіште, 143 км на північний схід від Крайови, 64 км на південний захід від Брашова.

## Населення
За даними перепису населення 2002 року у селі проживали 695 осіб, усі — румуни. Усі жителі села рідною мовою назвали румунську.